# Gemeinde Suhareka
Die Gemeinde Suhareka (albanisch Komuna e Suharekës, serbisch Општина Сува Река Opština Suva Reka) ist eine Gemeinde im Kosovo. Sie liegt im Bezirk Prizren. Verwaltungssitz ist die Stadt Suhareka.

## Geographie
Die Gemeinde Suhareka befindet sich im mittleren Süden des Kosovos. Sie grenzt – von Norden im Uhrzeigersinn – an die Gemeinden Lipjan, Shtime, Ferizaj, Štrpce, Prizren, Mamusha, Rahovec und Malisheva. Insgesamt befinden sich 42 Dörfer in der Gemeinde, ihre Fläche beträgt 306 km². Zusammen mit den Gemeinden Prizren, Malisheva, Mamusha und Dragash bildet die Gemeinde den Bezirk Prizren.

## Bevölkerung
Die aktuellste amtliche Schätzung von 2021 beziffert die Einwohnerzahl der Gemeinde auf 58.195.
Die Volkszählung 2011 wies für die Gemeinde Suhareka eine Einwohnerzahl von 59.722, darunter 59.076 (98,92 %) Albaner, 539 (0,90 %) Roma, Aschkali oder Balkan-Ägypter, 15 Bosniaken, 4 Türken und 2 Serben, aus.
58.722 deklarierten sich als Muslime, 355 als Katholiken, 8 als Orthodoxe, 467 gaben keine Antwort und 53 haben keinen Glauben.
| Zensus    | 1948   | 1953   | 1961   | 1971   | 1981   | 1991   | 2011   | 2021   |
| --------- | ------ | ------ | ------ | ------ | ------ | ------ | ------ | ------ |
| Einwohner | 22.893 | 25.572 | 29.417 | 38.388 | 50.444 | 64.530 | 59.722 | 58.195 |

| Ethnie    | Albaner | Serben | Türken | Bosniaken | Roma | Aschkali | Goranen | Balkan-Ägypter | Andere | Unbekannt | Antwort verweigert |
| --------- | ------- | ------ | ------ | --------- | ---- | -------- | ------- | -------------- | ------ | --------- | ------------------ |
| Einwohner | 59.076  | 2      | 4      | 15        | 41   | 493      | 15      | 5              | 15     | 49        | 22                 |

| Religion  | Muslime | Orthodoxe | Katholiken | Konfessionslose | Andere | Unbekannt | Antwort verweigert |
| --------- | ------- | --------- | ---------- | --------------- | ------ | --------- | ------------------ |
| Einwohner | 58.722  | 8         | 355        | 53              | 35     | 82        | 467                |

## Orte
| Albanisch          | Serbisch       | Einwohnerzahl (Volkszählung 2011) |
| ------------------ | -------------- | --------------------------------- |
| Baqevc             |                |                                   |
| Bërshanc           |                |                                   |
| Bllaca             | Blace          | 3357                              |
| Budakova           | Budakovo       | 1774                              |
| Bukosh             | Bukoš          | 1195                              |
| Çadrak             | Čajdrak        | 162                               |
| Delloc             | Delovce        | 160                               |
| Dobërdelan         | Dobrodeljane   | 1205                              |
| Dragaçina          | Dragačina      |                                   |
| Dubrava            | Dubrava        | 753                               |
| Duhla              | Dulje          | 1688                              |
| Dvoran             | Dvorane        | 140                               |
| Gelanca            | Geljance       | 1116                              |
| Gjinoc             | Đinovce        | 2221                              |
| Greiçec            | Grejčevce      | 554                               |
| Greikoc            | Grejkovce      | 2534                              |
| Javor              | Javor          | 457                               |
| Kastërc            | Kostrce        | 442                               |
| Krushica e Epërme  | Gornja Krušica | 200                               |
| Krushica e Poshtme | Donja Krušica  | 515                               |
| Leshan             | Lešane         | 1607                              |
| Luzhnica           | Lužnica        | 172                               |
| Maçiteva           | Mačitevo       | 424                               |
| Mohlan             | Movljane       | 436                               |
| Mushtisht          | Mušutište      | 3394                              |
| Nepërbisht         | Neprebište     | 792                               |
| Nishor             | Nišor          | 1203                              |
| Papaz              | Papaz          | 311                               |
| Peqan              | Pećane         | 2151                              |
| Popolan            | Popovljane     | 274                               |
| Reçan              | Rečane         | 1130                              |
| Reshtan            | Raštane        | 1136                              |
| Sallagrazhda       | Selogražde     | 1388                              |
| Samadrexha         | Samodraža      | 3249                              |
| Savrova            | Savrovo        | 1051                              |
| Semetisht          | Semetište      | 1443                              |
| Shiroka            | Široko         |                                   |
| Sllapuzhan         | Slapužane      | 1019                              |
| Sopia              | Sopina         | 3017                              |
| Stravuçina         | Stara Vučina   | 238                               |
| Studençan          | Studenčane     | 3311                              |
| Suhareka           | Suva Reka      | 10422                             |
| Tërrnja            | Trnje          | 871                               |
| Topliçan           | Topličane      |                                   |
| Vërshec            | Vrševce        | 159                               |
| Vraniq             | Vranić         | 2051                              |